# Kovrai Druhîi, Zolotonoșa
Kovrai Druhîi (în ucraineană Коврай Другий) este o comună în raionul Zolotonoșa, regiunea Cerkasî, Ucraina, formată numai din satul de reședință.

## Demografie
Componența lingvistică a comunei Kovrai Druhîi
     Ucraineană (98,16%)
     Rusă (1,84%)
Conform recensământului din 2001, majoritatea populației comunei Kovrai Druhîi era vorbitoare de ucraineană (98,16%), existând în minoritate și vorbitori de rusă (1,84%).